# Ndera
Ndera est l'un des 15 secteurs qui composent le district de Gasabo situé dans la ville de Kigali. Environ 15 kilomètres ( Unité «  » inconnue du modèle {{Conversion}}.) de la capitale.
Le secteur est populaire en raison de la localisation de l'Hôpital Neuro-Psychiatrique Ndera (Caraes) qui est l'hôpital de référence pour les troubles neuropsychiatriques, qui a été créé en 1968, mais a reçu ses premiers patients en 1972. L'hôpital a rouvert en août 1994 et a commencé à traiter les personnes qui avaient été traumatisées par le récent génocide rwandais. En 2008, il traitait environ 2 500 patients par mois. 
Le secteur de Ndera abrite également le petit séminaire de Saint-Vincent.